# Jeandelize
Jeandelize est une commune française située dans le département de Meurthe-et-Moselle (arrondissement de Briey) en région Grand Est.

## Géographie
|       | Thumeréville |          |
| Olley | Jeandelize   | Boncourt |
|       | Puxe         |          |

### Hydrographie

#### Réseau hydrographique
La commune est dans le bassin versant du Rhin au sein du bassin Rhin-Meuse. Elle est drainée par le ruisseau de la Taupine et l'Orne,.
L'Orne, d'une longueur de 86 km, prend sa source dans la commune de Ornes et se jette  dans la Moselle à Richemont, après avoir traversé 25 communes. Les caractéristiques hydrologiques de l'Orne sont données par la station hydrologique située sur la commune de Boncourt. Le débit moyen mensuel est de 3,61 m3/s. Le débit moyen journalier maximum est de 102 m3/s, atteint lors de la crue du 21 décembre 1993. Le débit instantané maximal est quant à lui de 125 m3/s, atteint le même jour.

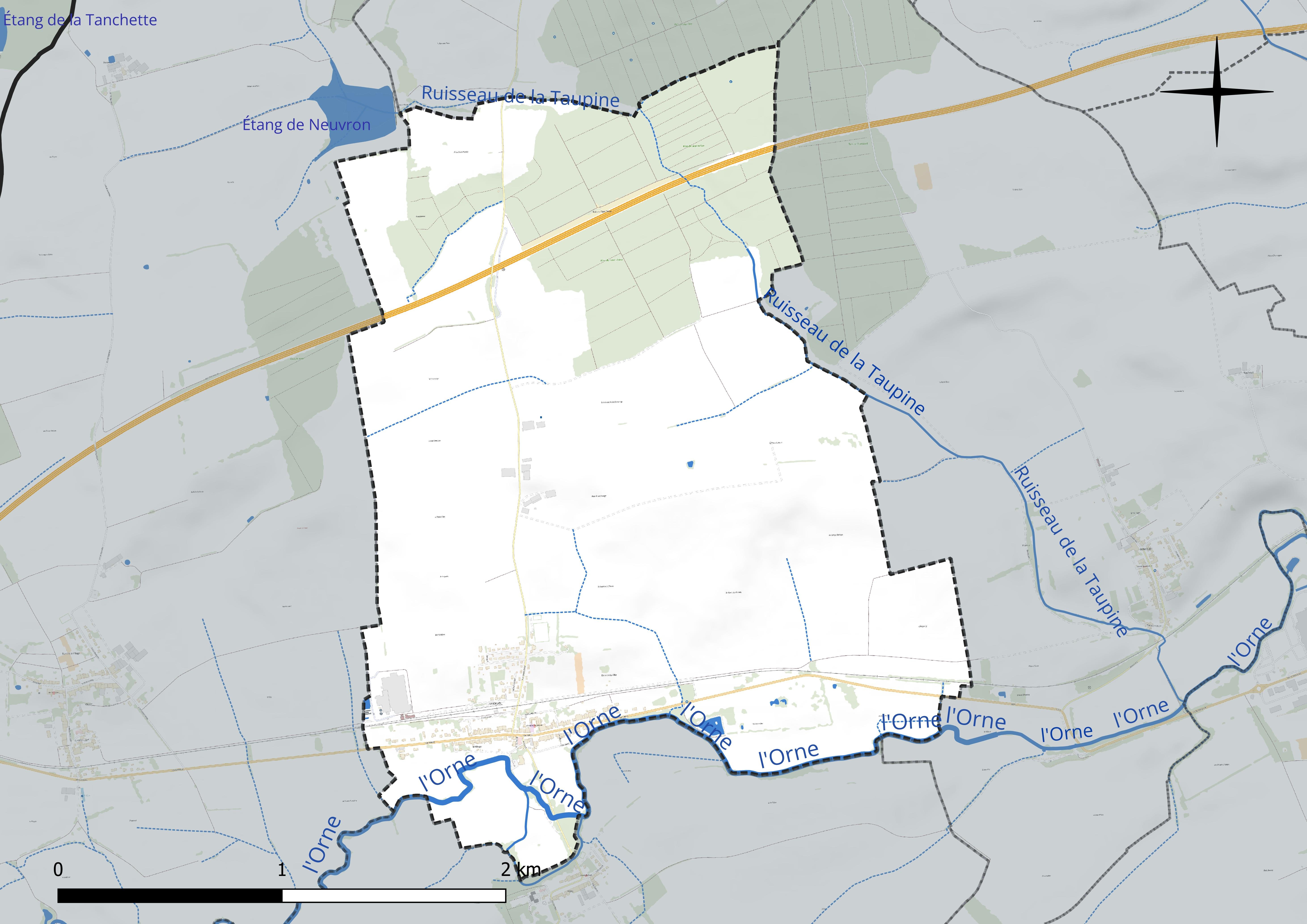
Réseau hydrographique de Jeandelize.

#### Gestion et qualité des eaux
Le territoire communal est couvert par le schéma d'aménagement et de gestion des eaux (SAGE) « Bassin ferrifère ». Ce document de planification concerne le périmètre des anciennes galeries des mines de fer, des aquifères et des bassins versants hydrographiques associés qui s’étend sur 2 418 km2. Les bassins versants concernés sont celui de la Chiers en amont de la confluence avec l'Othain, et ses affluents (la Crusnes, la Pienne, l'Othain), celui de l'Orne et ses affluents et celui de la Fensch, le Veymerange, la Kiesel et les parties françaises du bassin versant de l'Alzette et de ses affluents (Kaylbach, ruisseau de Volmerange). Il a été approuvé le 27 mars 2015. La structure porteuse de l'élaboration et de la mise en œuvre est la région Grand Est. 
La qualité des cours d’eau peut être consultée sur un site dédié géré par les agences de l’eau et l’Agence française pour la biodiversité. 

### Climat
Pour des articles plus généraux, voir Climat du Grand Est et Climat de Meurthe-et-Moselle.
En 2010, le climat de la commune est de type climat des marges montargnardes, selon une étude du Centre national de la recherche scientifique s'appuyant sur une série de données couvrant la période 1971-2000. En 2020, Météo-France publie une typologie des climats de la France métropolitaine dans laquelle la commune est exposée à un climat semi-continental et est dans la région climatique  Lorraine, plateau de Langres, Morvan, caractérisée par un hiver rude (1,5 °C), des vents modérés et des brouillards fréquents en automne et hiver. 
Pour la période 1971-2000, la température annuelle moyenne est de 9,7 °C, avec une amplitude thermique annuelle de 16,4 °C. Le cumul annuel moyen de précipitations est de 828 mm, avec 12,5 jours de précipitations en janvier et 9,2 jours en juillet. Pour la période 1991-2020, la température moyenne annuelle observée sur la station météorologique de Météo-France la plus proche, « Rouvres-en-woevre », sur la commune de Rouvres-en-Woëvre à 10 km à vol d'oiseau, est de 10,8 °C et le cumul annuel moyen de précipitations est de 668,3 mm. 
La température maximale relevée sur cette station est de 40,2 °C, atteinte le 24 juillet 2019 ; la température minimale est de −15,4 °C, atteinte le 7 février 2012,,. 
Les paramètres climatiques de la commune ont été estimés pour le milieu du siècle (2041-2070) selon différents scénarios d'émission de gaz à effet de serre à partir des nouvelles projections climatiques de référence DRIAS-2020. Ils sont consultables sur un site dédié publié par Météo-France en novembre 2022.

## Urbanisme

### Typologie
Au 1er janvier 2024, Jeandelize est catégorisée commune rurale à habitat dispersé, selon la nouvelle grille communale de densité à sept niveaux définie par l'Insee en 2022.
Elle est située hors unité urbaine. Par ailleurs la commune fait partie de l'aire d'attraction de Jarny, dont elle est une commune de la couronne,. Cette aire, qui regroupe 8 communes, est catégorisée dans les aires de moins de 50 000 habitants,.

### Occupation des sols
L'occupation des sols de la commune, telle qu'elle ressort de la base de données européenne d’occupation biophysique des sols Corine Land Cover (CLC), est marquée par l'importance des territoires agricoles (77,1 % en 2018), une proportion sensiblement équivalente à celle de 1990 (76,5 %). La répartition détaillée en 2018 est la suivante : terres arables (48,3 %), prairies (28,9 %), forêts (18,1 %), zones urbanisées (4,8 %). L'évolution de l’occupation des sols de la commune et de ses infrastructures peut être observée sur les différentes représentations cartographiques du territoire : la carte de Cassini (XVIIIe siècle), la carte d'état-major (1820-1866) et les cartes ou photos aériennes de l'IGN pour la période actuelle (1950 à aujourd'hui).

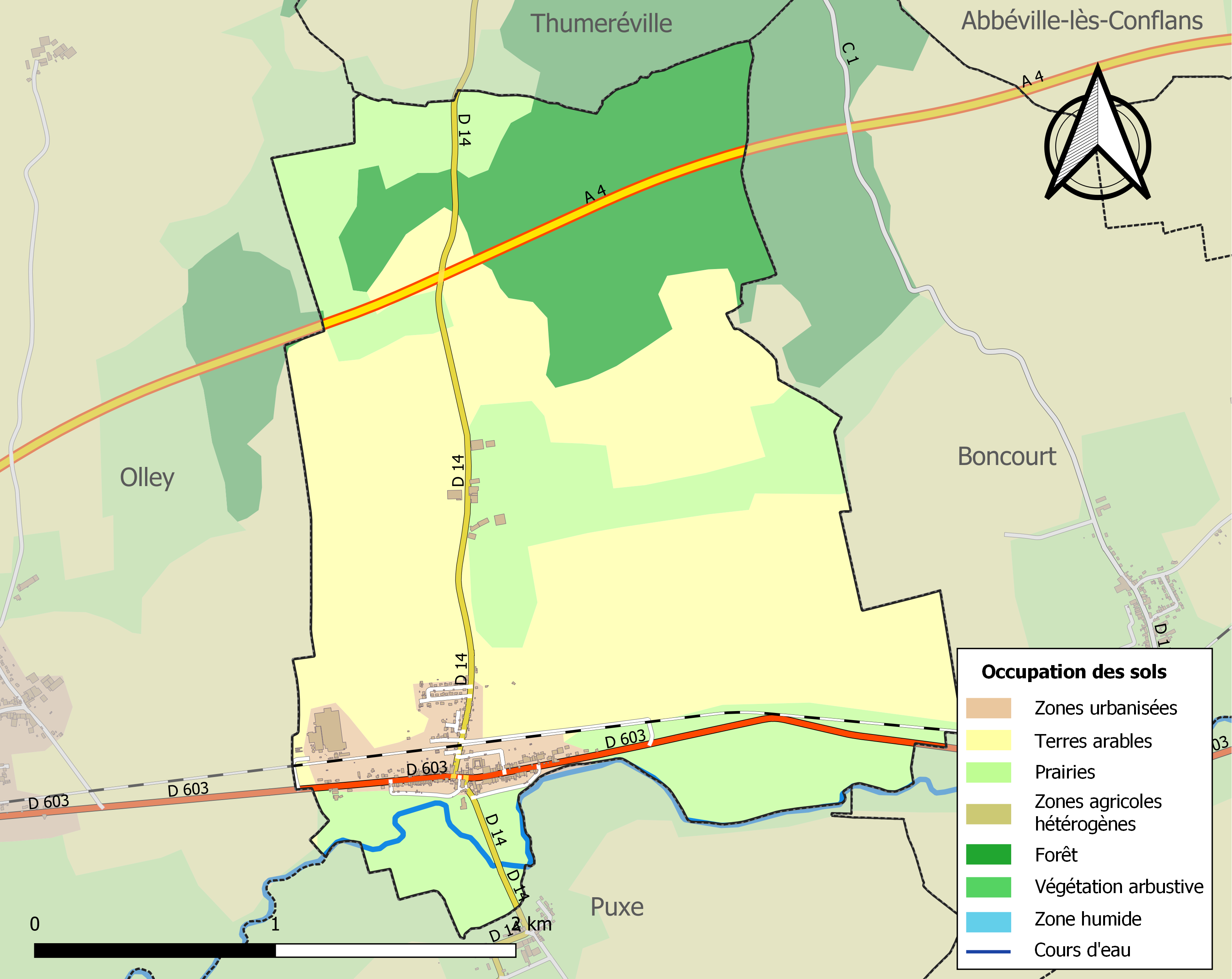
Carte des infrastructures et de l'occupation des sols de la commune en 2018 (CLC).

## Histoire
- Village de l'ancienne province du Barrois.
- Dommages au cours de la guerre 1914-1918.

A la fin de 1888 commence une étonnante affaire religieuse.  Célestin Henriot est curé de la paroisse d'Hénaménil depuis 12 ans. Il s'est lourdement endetté à titre personnel pour les travaux réalisés sur l'église d'Hénaménil. L'évêque de Nancy, monseigneur Turinaz, décide le transfert du prêtre desservant vers la paroisse de Jeandelize. Celle-ci étant d'un meilleur rapport financier, elle devrait permettre à Henriot d'honorer ses dettes. Le 27 juin 1900, il est muté à Colmey mais la maladie l'empêche de se rendre à sa nouvelle affectation. Après sa guérison, Henriot demande à être réaffecté à Jeandelize ou dans une paroisse équivalente. L'évêque lui propose Fresnois-la-Montagne mais il refuse. Il juge Les revenus de cette paroisse insuffisants. Ne pouvant régler le différend à l'amiable, l'ancien curé de Jeandelize se pourvoit en cour de Rome. La congrégation des évêques rend alors une sorte de « jugement de Salomon » par lequel Henriot doit accepter la paroisse de Fresnois-la-Montagne mais son évêque doit lui verser mensuellement une somme d'argent compensant la perte de revenu. L'évêque de Nancy fini par retirer l'appel qu'il avait d'abord interjeté et le consulteur ecclésiastique, revue officielle des actes du Saint Siège, publia le règlement définitif de ce jugement en 1903. Il semble cependant que ce jugement ne convenait pas non plus à Henriot car il resta moins d'un an à Fresnois-la-Montagne et se retira à Lunéville.

## Politique et administration
| Période                                  | Période      | Identité                                       | Étiquette | Qualité                                                   |
| ---------------------------------------- | ------------ | ---------------------------------------------- | --------- | --------------------------------------------------------- |
| Les données manquantes sont à compléter. |              |                                                |           |                                                           |
| 30 mars 1965                             | 1968         | Marcel Barbier                                 |           | Décès en cours de mandat                                  |
| 3 décembre 1968                          | 21 mars 1983 | Jacques Bouvet                                 |           |                                                           |
| 21 mars 1983                             | 1998         | Stanislas Leban                                |           | Démission en cours de mandat                              |
| 15 décembre 1998                         | 14 mars 2008 | Denis Mougenez                                 |           |                                                           |
| 14 mars 2008                             | 2014         | Jean-Claude Giorgetti                          |           |                                                           |
| mars 2014                                | En cours     | Didier Valence, Réélu pour le mandat 2020-2026 |           | Profession intermédiaire de la santé et du travail social |

## Démographie
En 2022, la commune de Jeandelize comptait 369 habitants. À partir du XXIe siècle, les recensements réels des communes de moins de 10 000 habitants ont lieu tous les cinq ans. Les autres chiffres sont des estimations.
| 1793 | 1800 | 1806 | 1821 | 1836 | 1841 | 1861 | 1866 | 1872 |
| ---- | ---- | ---- | ---- | ---- | ---- | ---- | ---- | ---- |
| 273  | 242  | 284  | 325  | 387  | 413  | 413  | 380  | 357  |

| 1876 | 1881 | 1886 | 1891 | 1896 | 1901 | 1906 | 1911 | 1921 |
| ---- | ---- | ---- | ---- | ---- | ---- | ---- | ---- | ---- |
| 376  | 345  | 359  | 365  | 343  | 357  | 351  | 392  | 364  |

| 1926 | 1931 | 1936 | 1946 | 1954 | 1962 | 1968 | 1975 | 1982 |
| ---- | ---- | ---- | ---- | ---- | ---- | ---- | ---- | ---- |
| 379  | 374  | 344  | 357  | 387  | 417  | 384  | 356  | 353  |

| 1990 | 1999 | 2005 | 2006 | 2010 | 2015 | 2020 | 2022 | - |
| ---- | ---- | ---- | ---- | ---- | ---- | ---- | ---- | - |
| 373  | 358  | 397  | 401  | 379  | 377  | 372  | 369  | - |

## Culture locale et patrimoine

### Lieux et monuments
- Vestiges de deux châteaux forts (fermes).

### Édifice religieux

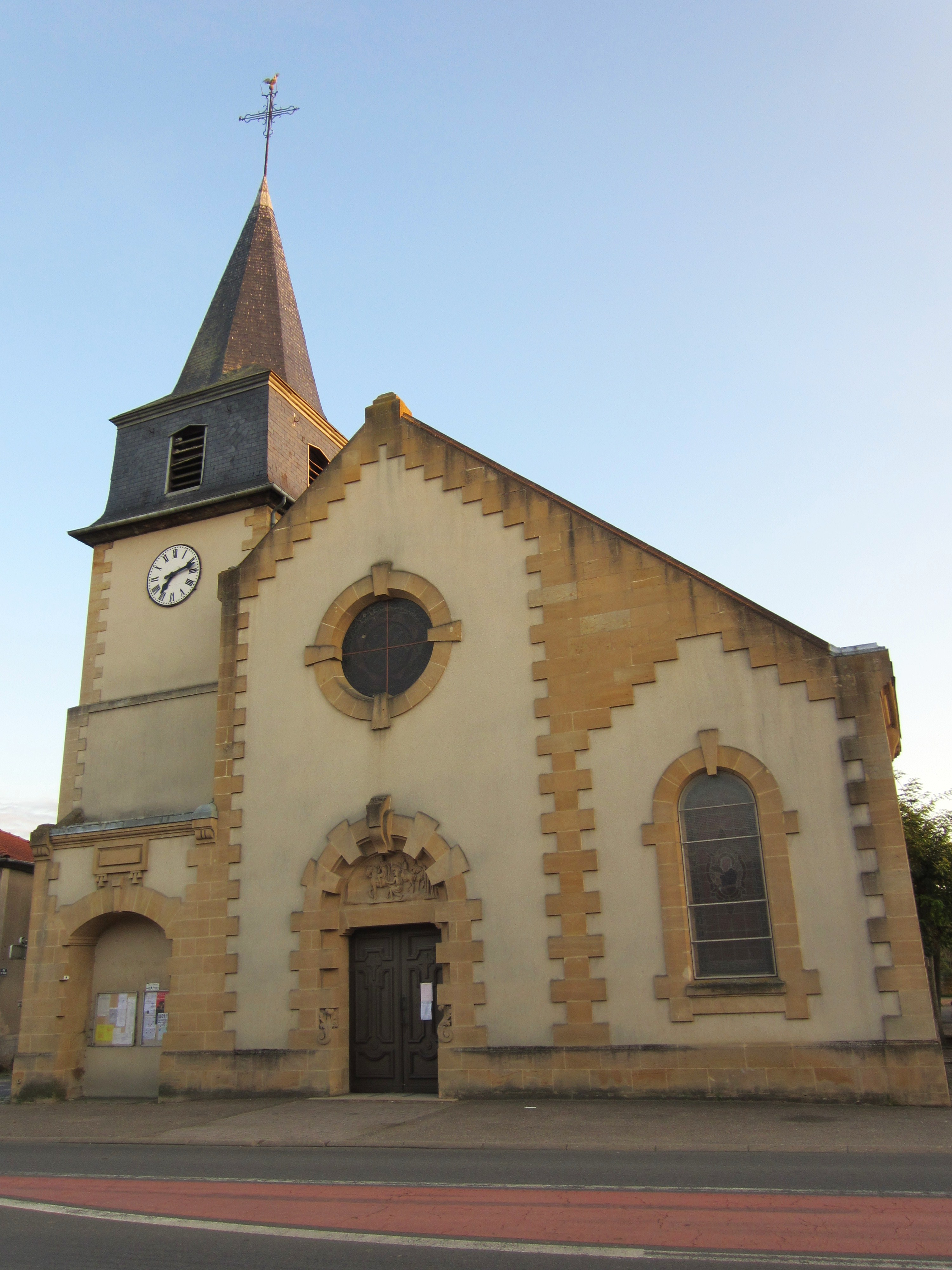
Église Saint-Martin.

- Église paroissiale Saint-Martin, reconstruite vers 1925 à l'exception de la tour clocher subsistant de l'ancienne église construite en 1783.

### Jeandelize dans les arts
Jeandelize est citée dans le poème d’Aragon, Le conscrit des cent villages, écrit comme acte de Résistance intellectuelle de manière clandestine au printemps 1943, pendant la Seconde Guerre mondiale.

### Héraldique
| Blason de Jeandelize | Blason  | De sable à la fasce fleurdelisée et contre-fleurdelisée d'argent accompagnée de trois pattes de lion de même, deux affrontées en chef et mouvant des flancs, l'autre posée en pal et mouvant de la pointe. |
| Blason de Jeandelize | Détails | Le statut officiel du blason reste à déterminer. |